# Tomaso Montanari
Tomaso Montanari (15 d'octubre de 1971) és un historiador de l'art, acadèmic i assagista italià, rector de la  Università per Stranieri di Siena, des del 2021.

## Biografia
Va néixer a Florència i allí va assistir al liceo classico Dante, abans de graduar-se a la Universitat de Pisa i estudiar al costat de Paola Barocchi a la Scuola Normale Superiore di Pisa. Va esdevenir professor ordinari d'Història de l'Art Modern a la Università per Stranieri di Siena abans d'ensenyar a la Università della Tuscia, la Università de Roma II i la Università de Nàpols Frederic II.
Destaca com un dels autors més autoritzats sobre l'art barroc occidental, sobre el qual ha escrit més d'un centenar d'assajos en revistes acadèmiques i per a editorials destacades. És president del comitè tècnic científic de belles arts del Ministeri de Cultura d'Itàlia. També és membre del comitè científic dels Uffizi, del comitè editorial de la revista Prospettiva i del jurat del Premi Sila.
Escriu per a Il Fatto Quotidiano i la columna 'Ora d'Arte' per a Il Venerdì di Repubblica. Es considera un "catòlic radical", influït per les idees de Lorenzo Milani.

## Periodisme

### Premsa escrita
- Corriere Fiorentino (fins al 2013);
- Corriere del Mezzogiorno (2013-2014);
- la Repubblica (2014-2018);
- HuffPost Itàlia (2015-2018);
- Il Fatto Quotidiano (des de 2018);

### Revistes
- Il Venerdì di Repubblica (dal 2014);
- MicroMega (dal 2013);
- Alteconomia (dal 2016).